# Psalm 69

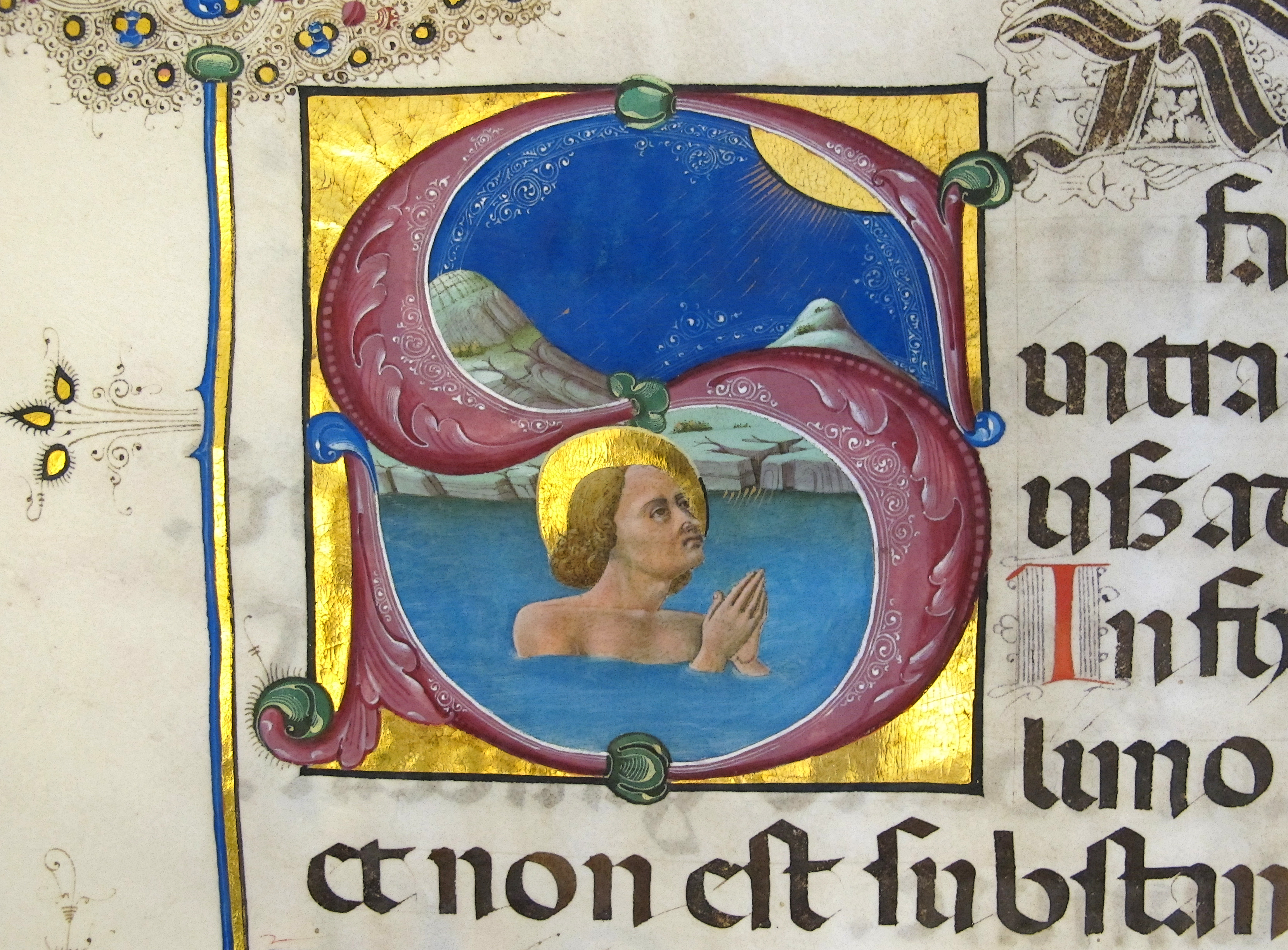
Guglielmo Giraldi, Initial-S mit sinkendem David, Buchmalerei, 1472

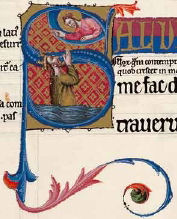
Illumination Anglo-katalanischer Psalter Initial-S zu Salvum me fac, Deus …

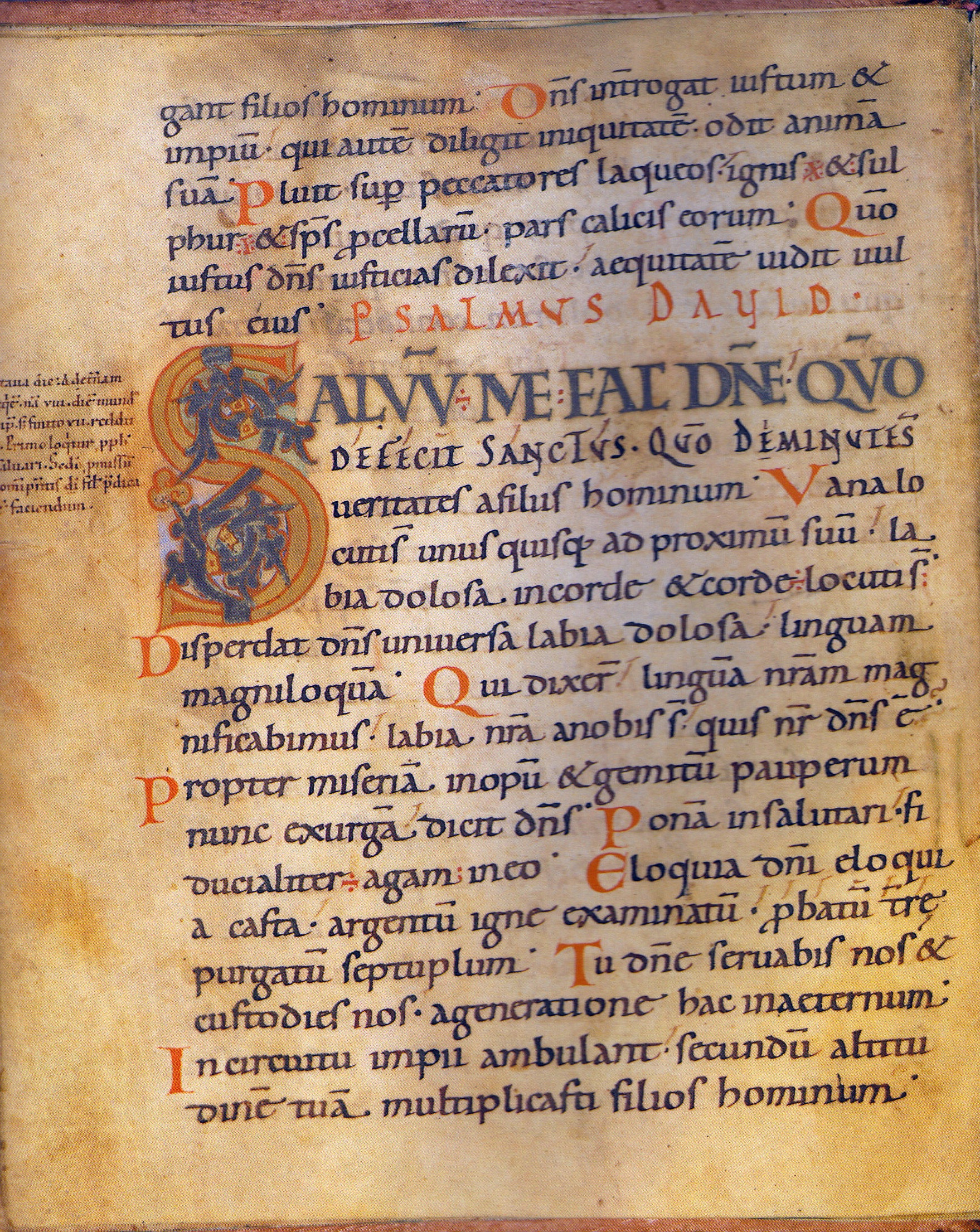
Psalm 69, Bernward-Psalter, Herzog August Bibliothek, Wolfenbüttel.

Der 69. Psalm (nach griechischer Zählung der 68.) ist ein Psalm Davids in der Bibel und gehört in die Reihe der Klagelieder eines Einzelnen.

## Datierung
Bereits Theodor von Mopsuestia, ein christlicher Bibelkommentator des 5. Jahrhunderts, ordnete Psalm 69 dem makkabäischen Zeitraum zu. So schrieb er in seinem Psalmenkommentar:

„Dieses Lied wurde zur Zeit der Makkabäer in prophetischem Geist verfaßt, und das Gebet paßt zu den Personen und Vorgängen eben dieser Zeit. (…) Das Unrecht gegen dein Haus, heißt es, konnte ich nicht mehr ertragen, in dem das Bild des Jupiter stand und die Juden Opfer darbrachten. Diese Aussage paßt in besonderer Weise zu Mattatias.“

Ferdinand Hitzig vermutete 1853: Dieser historische Hintergrund ist die Entheiligung des Tempels verbunden mit der Zerstörung Jerusalems und dem Anrichten eines Blutbades. Außerdem weise der Psalm Verwandtschaft mit anderen Psalmen aus dieser Zeit auf.
Heute stehen sich in der Exegese zwei Modelle gegenüber:
- Der Beter gehörte zu der Gruppe, die sich gegen Widerstände in der Bevölkerung nach dem Exil für den Wiederaufbau des Tempels einsetzte. So vermutete Hans-Joachim Kraus: „Vielleicht ist er einer von den ‚starr Konservativen‘, die noch immer ‚um das Haus Jahwes willen‘ sich kasteien (Sach 7,3) … Man spottet über den einsamen Eiferer und ver. höhnt im rausch den Frommen.“[3]
- Nach Erich Zenger und anderen ist der Psalm jünger und spiegelt Konflikte zwischen „hierokratisch-heilspräsentischen“ und „prophetisch-eschatologischen“ Gruppen.[4]

## Struktur
Der Psalm wurde von Hermann Gunkel folgendermaßen strukturiert:
1. Vers 1–13: Durch Klage geprägt (Teil 1)
  1. Vers 2a: Einleitender Hilferuf
  2. Vers 2b–5: Klage
  3. Vers 6: Sündenbekenntnis
  4. Vers 7: Bitte
  5. Vers 8–13: Erneute Klage
2. Vers 14–19: Durch Bitte und Wunsch geprägt (Teil 2)
3. Vers 20–29: Die Feinde (Teil 3)
  1. Vers 20–22: Schmach und Unbarmherzigkeit, die sie ihm antun
  2. Vers 23–29: Flüche über die Feinde
4. Vers 30–37: Rückkehr zu sich selbst (Teil 4)
  1. Vers 30: Wunsch nach JHWHs Schutz
  2. Vers 31–32: Gelöbnis, Danklied bei Erhörung anzustimmen
  3. Vers 33–37: Anstimmen des Dankliedes im Voraus

## Thematische Schwerpunkte
Die Feinde bilden einen wichtigen thematischen Schwerpunkt (V. 5, 13, 15, 19–29). Typische Feindesbegriffe insgesamt sind
- אֹיֵב (Feind)
- צֹרֵר (Bedränger)
- שֹׂנֵא (Hasser)
- רֹדֵף (Verfolger)
- רְשָׁעִים (Frevler)

In Ps 69 geht es anfangs zunächst um das Motivfeld des Versinkens. Dann kommen rasch die Feinde ins Spiel. Wassermassen/Schlamm und Feinde sind einander ergänzende Bilder für die Not, in der sich das betende Ich befindet (Vgl. V. 2–5). In den weiteren Abschnitten geht es stärker um die Verknüpfung von Scham/Entehrung und Feinden. Scham/Schande/Spott ist ein klassisches Thema von Klageliedern, besonders des Einzelnen, aber auch des Volks. Die eigene Erniedrigung schlägt in den Wunsch um, dass auch die Feinde beschämt werden (vgl. V. 20ff). Scham entwickelt sich vor allem gegenüber „bedeutenden anderen“ (significant others), also gegenüber anderen, die einem selbst viel bedeuten (vgl. V. 9+13). In V. 10 fallen die Beschämungen Gottes und die des betenden Ich zusammen – Gott und Ich bilden eine Art Schicksalsgemeinschaft. Verhöhnung ist eine derart tiefgehende Beschämung, dass sie als quasi tödliche Krankheit bezeichnet wird (V. 20f, vgl. auch Ps 42,11), was das Phänomen eines sozialen Todes einfängt. Ähnliche Bewertungen finden sich in der rabbinischen Literatur:

„Jeder, der das Gesicht eines Gefährten vor den Vielen erbleichen lässt, ist, als ob er Blut vergießt […] ich habe es nämlich gesehen, wie die Röte geht und die Blässe kommt“

Die Verspottung von Menschen trifft letztlich Gott selbst und wird dadurch umso schwerwiegender.

„Wer öffentlich einen Mitmenschen beschimpft, begibt sich des ewigen Lebens: eine öffentliche Beleidigung ist die Entheiligung der Ebenbildlichkeit Gottes, nach der ein jeglicher Mensch geschaffen ist […] Darum ist die Kränkung eines einzelnen Menschen eine Herabwürdigung der ganzen Menschheit.“

„Wer den Armen verspottet, verhöhnt dessen Schöpfer; und wer sich über eines andern Unglück freut, wird nicht ungestraft bleiben.“

Die „Ehre“ (כָבוֹד) als Gegenbegriff zur Scham wird aber im alttestamentlichen nicht kompetitiv erkämpft, sondern ist dem Menschen als Menschen voraussetzungslos in seinem Geschöpf-Sein gegeben (vgl. Ps 8,6) und wäre wohl in diesen Zusammenhängen besser mit „Würde“ wiederzugeben.

## Musikalische Rezeption
Die Band Ministry nutzte diesen Psalm als Grundlage für den gleichnamigen Song auf ihrem Album Psalm 69: The Way to Succeed and the Way to Suck Eggs von 1992.